# Leucanopsis longa
Leucanopsis longa är en fjärilsart som beskrevs av Augustus Radcliffe Grote 1880. Leucanopsis longa ingår i släktet Leucanopsis och familjen björnspinnare. Inga underarter finns listade i Catalogue of Life.